# Krudum (rozhledna)
Krudum je rozhledna nacházející se na jihovýchodním vrcholu (kóta 835 m n. m.) hory Krudum (kóta 839 m n. m.) ve Slavkovském lese v Karlovarském kraji, v okrese Sokolov. Rozhledna z roku 2008 je volně přístupná po celý rok. Výška vyhlídkového ochozu nad zemí je 29,5 m, nadmořská výška vyhlídkového ochozu je 864,9 m.

## Historie rozhledny

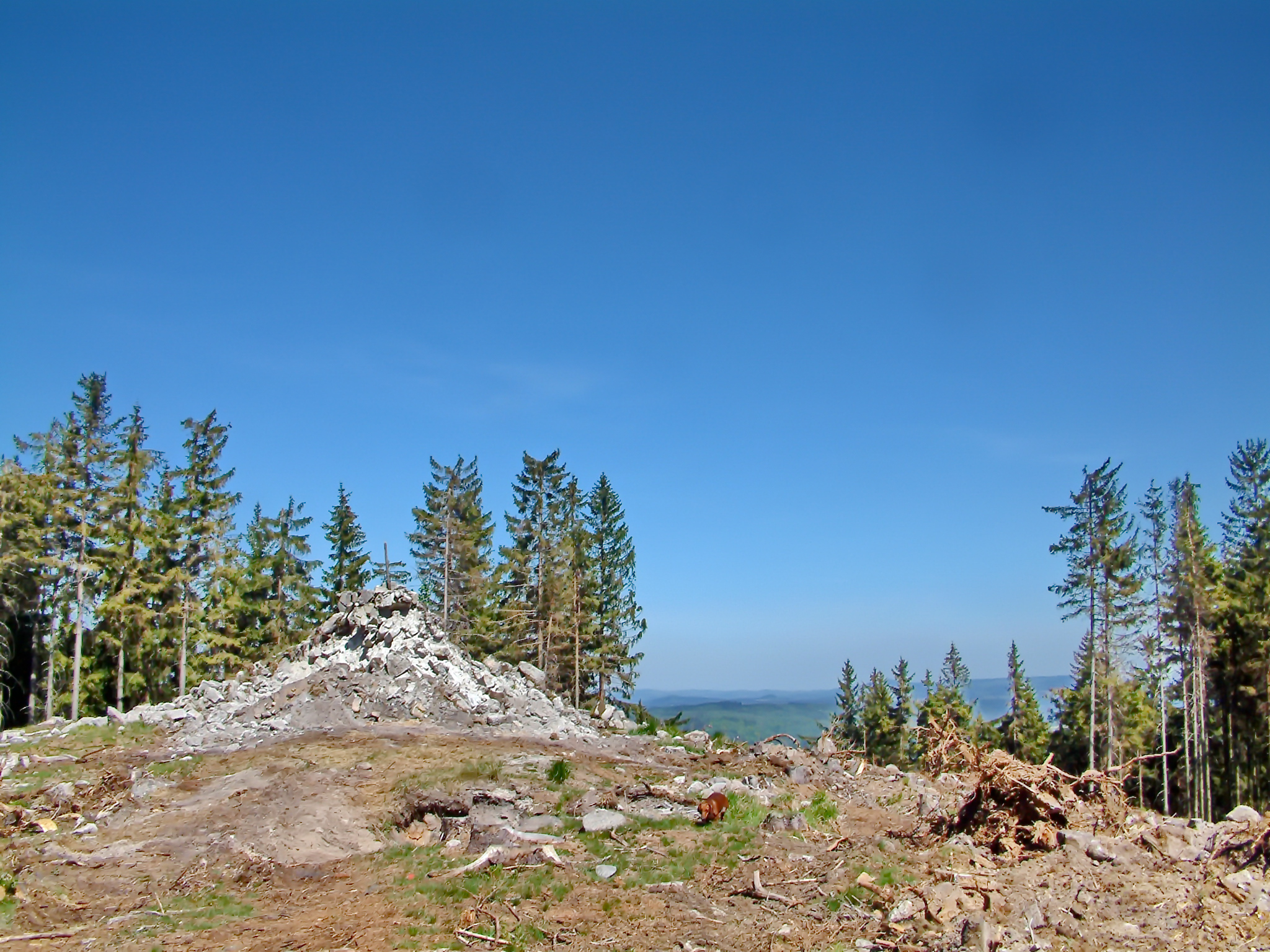
Zbořeniště původní kamenné rozhledny (rok 2007)

Zřejmě úplně první rozhledna stála na vrcholu již na konci 19. století. Byla dřevěná a jediné doklady o její existenci jsou fotografie z výletu Turistického chebského spolku pořízené 22. července 1894.
Na místě dnešní rozhledny stála 10 metrů vysoká kamenná hranolová rozhledna. Její stavbu inicioval místní rodák Andreas Kempf (22. ledna 1865 – 2. května 1929), významná osobnost karlovarského regionu. Otevření rozhledny 11. září 1932 se však Andreas Kempf nedožil. Ta však až do jejího zániku nesla jeho jméno Kempfova věž. Rozhledna byla velmi populární, ale její sláva trvala jen do konce druhé světové války. Po odsunu původního obyvatelstva rozhledna postupně pustla a rozpadala se. Zchátralou rozhlednu převzal podnik Státní statky Rovná, který v roce 1981 nechal zbytky zdiva srovnat se zemí. Na původním místě zbyla jen hromada kamení, kterou nahradila nová rozhledna.
V roce 2001 vznikla obecně prospěšná společnost Krudum, která se snažila o opětovném postavení původní rozhledny. Pro nedostatek financí však od původního záměru sešlo. V roce 2005 přišel s požadavkem Český telekomunikační úřad, který si vrch Krudum vytipoval jako jednu z mála vhodných lokalit pro umístění stožáru a stanice ke kontrole využívání rádiových kmitočtů – Automatizovaný systém monitorování kmitočtového spektra. Došlo k jednání s vlastníkem, společností Loketské městské lesy. Vlastník společnosti, kterým je město Loket, přišel s návrhem, jak využít stavbu stožáru monitorovací stanice i jako rozhlednu. Došlo k dohodě a tak vznikla vysoká štíhlá rozhledna s vyhlídkovou plošinou a přístupovým schodištěm. Město Loket zajišťovalo výstavbu rozhledny po organizační stránce, na financování se podílely i další subjekty např. město Sokolov, Sokolovská uhelná, a. s., město Krásno, město Horní Slavkov, Karlovarský kraj, KMK Granit, a. s. i město Loket. Slavnostní otevření nové rozhledny se uskutečnilo 15. října 2008. Součástí je i technologický kontejner v oploceném areálu u rozhledny. Vlastníkem je Český telekomunikační úřad, správcem a provozovatelem rozhledny je společnost Loketské městské lesy.

## Přístup
K rozhledně je dobrý přístup od osady Hrušková po žlutě značené turistické stezce okolo památníku vojenské přísahy pod Krudumem. Druhou možností je přístup po zeleně značené turistické stezce od Lobezského potoka přes bývalou osadu Milíře.

## Výhled
Z rozhledny se nabízí kruhový rozhled na Slavkovský les, hřebeny Krušných hor a na Doupovské hory. Za velmi dobrých podmínek lze dohlédnout až na vrcholky Smrčin v Bavorsku (Ochsenkopf, Schneeberg) a na Jesenickou přehradní nádrž u města Cheb.